# Yoshua Bengio
Yoshua Bengio (Paris, 1964) é um cientista da computação canadense, conhecido por seu trabalho sobre redes neurais artificiais e aprendizagem profunda. Recebeu o Prêmio Turing de 2018, juntamente com Geoffrey Hinton e Yann LeCun, por seu trabalho sobre aprendizagem profunda. É professor do Department of Computer Science and Operations Research da Universidade de Montreal e diretor científico do Montreal Institute for Learning Algorithms (MILA).